# Liste des distinctions de Monk

Monk est une série américaine diffusée sur USA Network depuis le 12 juillet 2002 et 4 décembre 2009. Elle a été nommée à un grand nombre de récompenses. Cela inclut : 18 Emmy Awards (7 victoires), 9 Teen Choice Awards (1 victoire), 5 Golden Globes (1 victoires), 7 Satellite Awards (5 victoires), 7 Screen Actors Guild Awards (2 victoires).

## ASCAP Film and Television Music Awards
| Année | Catégorie     | Nommé(é)     | Résultat |
| ----- | ------------- | ------------ | -------- |
| 2005  | Top TV Series | Randy Newman | Lauréat  |

## Casting Society of America
| Année | Catégorie                        | Nommé(é)                        | Résultat   |
| ----- | -------------------------------- | ------------------------------- | ---------- |
| 2003  | ToBest Casting - Episodic Comedy | James Calleri                   | Nomination |
| 2004  | ToBest Casting - Episodic Comedy | Meg Liberman, Camille H. Patton | Nomination |
| 2007  | ToBest Casting - Episodic Comedy | Corbin Bronson                  | Nomination |
| 2008  | ToBest Casting - Episodic Comedy | Corbin Bronson                  | Nomination |

## Edgar Allan Poe Awards
| Année | Catégorie                        | Nommé(é)       | Résultat   |
| ----- | -------------------------------- | -------------- | ---------- |
| 2003  | Best Television Episode Teleplay | Hy Conrad      | Nomination |
| 2004  | Best Television Episode Teleplay | Michael Angeli | Nomination |
| 2004  | Best Television Episode Teleplay | Daniel Dratch  | Nomination |
| 2005  | Best Television Episode Teleplay | Hy Conrad      | Nomination |
| 2007  | Best Television Episode Teleplay | Hy Conrad      | Nomination |

## Emmy Awards
| Année | Catégorie                                                          | Nommé(é)        | Episode                                    | Résultat   |
| ----- | ------------------------------------------------------------------ | --------------- | ------------------------------------------ | ---------- |
| 2003  | Primetime Emmy Award for Outstanding Lead Actor - Comedy Series    | Tony Shalhoub   | NC                                         | Nomination |
| 2003  | Primetime Emmy Award for Outstanding Main Title Theme Music        | Jeff Beal       | NC                                         | Lauréat    |
| 2004  | Primetime Emmy Award for Outstanding Lead Actor - Comedy Series    | Tony Shalhoub   | NC                                         | Nomination |
| 2004  | Primetime Emmy Award for Outstanding Casting - Comedy Series       |                 | NC                                         | Nomination |
| 2004  | Primetime Emmy Award for Outstanding Guest Actor - Comedy Series   | John Turturro   | "Mr. Monk and the Three Pies"              | Lauréat    |
| 2004  | Primetime Emmy Award for Outstanding Main Title Theme Music        | Randy Newman    | NC                                         | Lauréat    |
| 2005  | Primetime Emmy Award for Outstanding Lead Actor - Comedy Series    | Tony Shalhoub   | NC                                         | Nomination |
| 2005  | Primetime Emmy Award for Outstanding Directing - Comedy Series     | Randall Zisk    | Monk pète les plombs                       | Nomination |
| 2006  | Primetime Emmy Award for Outstanding Lead Actor - Comedy Series    | Tony Shalhoub   | NC                                         | Lauréat    |
| 2006  | Primetime Emmy Award for Outstanding Guest Actress - Comedy Series | Laurie Metcalf  | Monk oublie tout                           | Nomination |
| 2007  | Primetime Emmy Award for Outstanding Lead Actor - Comedy Series    | Tony Shalhoub   | NC                                         | Nomination |
| 2007  | Primetime Emmy Award for Outstanding Guest Actor - Comedy Series   | Stanley Tucci   | "Mr. Monk and the Actor"                   | Lauréat    |
| 2008  | Primetime Emmy Award for Outstanding Lead Actor - Comedy Series    | Tony Shalhoub   | NC                                         | Nomination |
| 2008  | Primetime Emmy Award for Outstanding Guest Actress - Comedy Series | Sarah Silverman | Monk et sa plus grande fan                 | Nomination |
| 2009  | Primetime Emmy Award for Outstanding Lead Actor - Comedy Series    | Tony Shalhoub   | NC                                         | Nomination |
| 2009  | Primetime Emmy Award for Outstanding Guest Actress - Comedy Series | Gena Rowlands   | Monk et sa nouvelle amie                   | Nomination |
| 2010  | Primetime Emmy Award for Outstanding Lead Actor - Comedy Series    | Tony Shalhoub   | Monk s'en va (Part 1)                      | Nomination |
| 2010  | Primetime Emmy Award for Outstanding Original Music And Lyrics     | Randy Newman    | "When I'm Gone" dans Monk s'en va (Part 2) | Lauréat    |

## Family Television Awards
| Année | Catégorie  | Nommé(é)      | Résultat   |
| ----- | ---------- | ------------- | ---------- |
| 2006  | Best Actor | Tony Shalhoub | Nomination |

## Golden Globe Awards
| Année | Catégorie                               | Nommé(é)      | Résultat   |
| ----- | --------------------------------------- | ------------- | ---------- |
| 2003  | Best Actor - Musical or Comedy Series   | Tony Shalhoub | Lauréat    |
| 2004  | Best Series - Musical or Comedy         | NC            | Nomination |
| 2004  | Best Actor - Musical or Comedy Series   | Tony Shalhoub | Nomination |
| 2004  | Best Actress - Musical or Comedy Series | Bitty Schram  | Nomination |
| 2005  | Best Actor - Musical or Comedy Series   | Tony Shalhoub | Nomination |
| 2007  | Best Actor - Musical or Comedy Series   | Tony Shalhoub | Nomination |
| 2009  | Best Actor - Musical or Comedy Series   | Tony Shalhoub | Nomination |

## Gracie Allen Awards
| Année | Catégorie                                      | Nommé(é)       | Résultat |
| ----- | ---------------------------------------------- | -------------- | -------- |
| 2009  | Outstanding Supporting Actress - Comedy Series | Traylor Howard | Lauréat  |

## Prism Awards
| Année | Catégorie                                  | Nommé(é)      | Résultat   |
| ----- | ------------------------------------------ | ------------- | ---------- |
| 2007  | Outstanding Performance in a Comedy Series | Tony Shalhoub | Nomination |

## Satellite Awards
| Année | Catégorie                             | Nommé(é)      | Résultat   |
| ----- | ------------------------------------- | ------------- | ---------- |
| 2003  | Best Actor - Musical or Comedy Series | Tony Shalhoub | Nomination |
| 2005  | Best Actor - Musical or Comedy Series | Tony Shalhoub | Nomination |

## Screen Actors Guild
| Année | Catégorie                         | Nommé(é)      | Résultat   |
| ----- | --------------------------------- | ------------- | ---------- |
| 2003  | Outstanding Actor - Comedy Series | Tony Shalhoub | Nomination |
| 2004  | Outstanding Actor - Comedy Series | Tony Shalhoub | Lauréat    |
| 2005  | Outstanding Actor - Comedy Series | Tony Shalhoub | Lauréat    |
| 2007  | Outstanding Actor - Comedy Series | Tony Shalhoub | Nomination |
| 2008  | Outstanding Actor - Comedy Series | Tony Shalhoub | Nomination |
| 2009  | Outstanding Actor - Comedy Series | Tony Shalhoub | Nomination |
| 2010  | Outstanding Actor - Comedy Series | Tony Shalhoub | Nomination |

## Television Critics Association Awards
| Année | Catégorie                        | Nommé(é)      | Résultat   |
| ----- | -------------------------------- | ------------- | ---------- |
| 2003  | Individual Achievement in Comedy | Tony Shalhoub | Nomination |

## Young Artist Awards
| Année | Catégorie                                                                        | Nommé(é)      | Episode             | Résultat   |
| ----- | -------------------------------------------------------------------------------- | ------------- | ------------------- | ---------- |
| 2003  | Best Performance in a TV Series (Comedy or Drama) - Supporting Young Actor       | Max Morrow    | NC                  | Nomination |
| 2007  | Best Performance in a TV Series (Comedy or Drama) - Guest Starring Young Actress | Rachel Rogers | Monk prend la route | Nomination |